# Biochron
Biochron (do grego bios → vida e Khronos → tempo) é o período de tempo representado por uma zona bioestratigráfica. Biochrons são nomeados após características fósseis de organismos ou táxons que caracterizam esse intervalo de tempo.